# Brânză de vaci
Brinza de vaci, traduït literalment com "formatge de vaca", és un tipus de producte lacti fresc elaborat amb llet sencera, el producte s'assembla al quark (producte lacti). És tradicional a les cuines de Moldàvia, Romania i països de parla eslava.

## Producció
La llet fresca es manté a temperatura ambient 22-23° durant unes 36 hores fins que es torna àcida i es coagula, el contingut de greix puja a la part superior de la llet. La capa superior és un producte lacti anomenat smântână, comparable a la crème fraîche. Després de recollir la capa grassa, la resta de la llet es pot barrejar vigorosament i consumir-la com a quefir.
Per fer el formatge de vaca, la llet agra s'escalfa suaument sense superar els 50 °C, fins que el sèrum de llet es separa per les vores, la llet queda atrapada al mig i el contingut de greix flota a la superfície. El contingut es barreja suaument per incorporar el greix als grans trossos de formatge que es formen al mig. La composició lleugerament refredada es colà a través d'una gasa o una gasa. Amb el sèrum colat, el formatge de la gasa conserva una forma esfèrica. És suau, blanc i esmicolat.

## Usos comuns
A Moldàvia, brânză de vaci s'utilitza principalment a plăcintă, boles de massa, syrniki.